# Краснинское сельское поселение (Кемеровская область)
Кра́снинское се́льское поселе́ние — упразднённое муниципальное образование в Ленинск-Кузнецком районе Кемеровской области. Административный центр — село Красное.

## История
Краснинское сельское поселение образовано 17 декабря 2004 года в соответствии с Законом Кемеровской области № 104-ОЗ. 

## Население
| 2010  | 2011  | 2012  | 2013  | 2014  | 2015  | 2016  |
| ----- | ----- | ----- | ----- | ----- | ----- | ----- |
| 4255  | ↘4250 | ↘4126 | ↘4086 | ↘4071 | ↘4005 | ↘3895 |
| 2017  | 2018  | 2019  |       |       |       |       |
| ↘3847 | ↘3794 | ↘3738 |       |       |       |       |

## Состав
| № | Населённый пункт | Тип населённого пункта       | Население |
| - | ---------------- | ---------------------------- | --------- |
| 1 | Ариничево        | село                         | 765       |
| 2 | Кокуй            | посёлок                      | 264       |
| 3 | Красное          | село, административный центр | ↘2982     |
| 4 | Харьков Лог      | посёлок                      | 64        |
| 5 | Хрестиновский    | посёлок                      | 180       |